# BMW X1
BMW X1是德國汽車公司BMW生產的一款緊湊型跨界休旅車，於2009年上市。現在BMW X1已經發售了兩代產品。BMW X1的概念車在2008年巴黎車展上首次亮相。2009年，BMW X1開始在BMW萊比錫工廠生產。自上市以來至2013年9月，BMW X1已經在全世界銷售約50萬台。

## 第一代

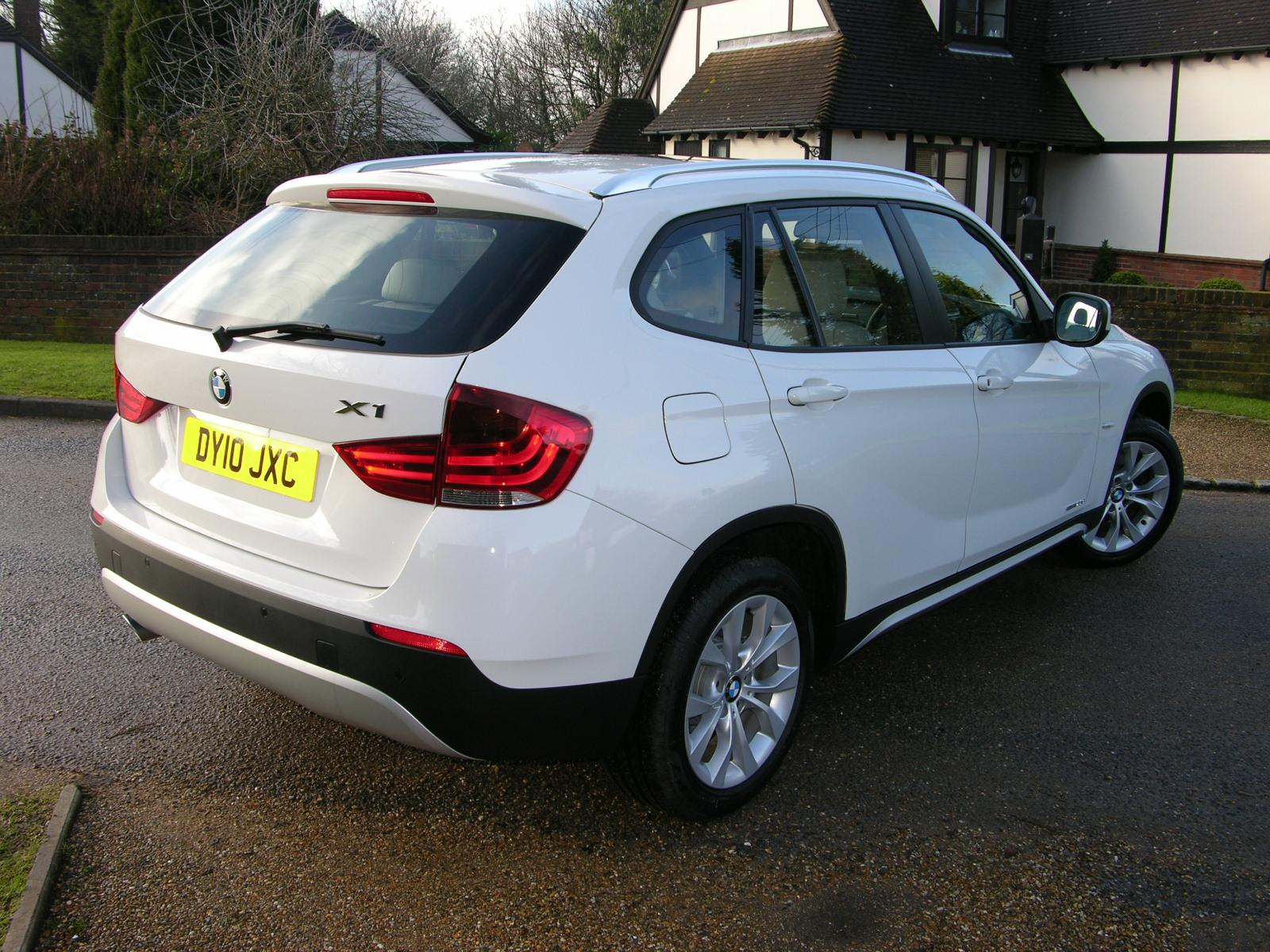
後方